# Franz Waxman
Franz Waxman, född som Franz Wachsmann den 24 december 1906 i Königshütte, Oberschlesien (dagens Chorzów, Polen), död 24 februari 1967 i Los Angeles, Kalifornien, USA, var en tysk-amerikansk kompositör av filmmusik. Han hade judisk familjebakgrund och i egenskap av jude valde Waxman att lämna Nazityskland efter nazistpartiets maktövertagande 1933.
Waxman erhöll två Oscarutmärkelser.

## Filmografi i urval
- 1967 – Flykt undan döden (TV-film)
- 1962 – Min geisha
- 1961 – Skandal i Peyton Place
- 1957 – Lek i mörker
- 1957 – Spirit of St. Louis
- 1954 – Fönstret åt gården
- 1954 – Elefantstigen
- 1954 – Gladiatorerna
- 1950 – Sunset Boulevard
- 1947 – Mörk passage
- 1945 – Operation Burma
- 1944 – Att ha och inte ha
- 1943 – Spionage i Tokyo
- 1941 – Dr. Jekyll och Mr. Hyde
- 1940 – En skön historia
- 1940 – Rebecca
- 1939 – Huckleberry Finns äventyr
- 1938 – Hjältar av idag